# 第18届奥斯卡金像奖
第18届奥斯卡金像奖（英語：18th Academy Awards）是第二次世界大戰結束後首次舉行的頒獎典禮，也較前幾屆更為盛大隆重，講座也改以青銅鍍金製作。比利·懷德執導的《失去的週末》拿下了最佳影片，這也是首部拿下奧斯卡最佳影片和坎城影展的金棕榈奖的電影。瓊·克勞馥雖然聲稱自己感染肺炎無法出席，且不認為自己會因為主演《慾海情魔》而得獎，但仍然獲頒了最佳女主角獎。
從這一年起，每部入圍最佳影片的電影皆有獲頒至少一座獎項；此外也首次有續集電影納入最佳影片的提名名單內。

## 获奖名单
得獎者以粗體表示。
| 最佳影片(Best motion picture) - 《失去的週末》 - 《翠鳳艶曲》 - 《聖瑪麗的鐘聲》 - 《慾海情魔》 - 《意亂情迷》 | 最佳导演(Directing) - 比利·懷德 – 《失去的週末》 - 李歐·麥卡瑞 – 《聖瑪麗的鐘聲》 - 克拉倫斯·布朗 – 《玉女神駒》 - 尚·雷諾瓦 –《南方人》 - 亞佛烈德·希區考克 –《意亂情迷》 |
| 最佳男主角(Actor) - 雷·米倫 –《失去的週末》 - 平·克劳斯贝 –《聖瑪麗的鐘聲》 - 金·凱利 –《翠鳳艶曲》 - 葛雷哥萊·畢克 – 《天路歷程》 - 柯納·王爾德 – 《一曲難忘》 | 最佳女主角(Actress) - 瓊·克勞馥 –《慾海情魔》 - 英格丽·褒曼 –《聖瑪麗的鐘聲》 - 葛麗·嘉遜 – 《空谷芳草》 - 珍妮佛·瓊絲 – 《柔腸寸斷》 - 珍·泰妮 – 《狂戀》 |
| 最佳男配角(Actor in a supporting role) - 詹姆斯·鄧恩 – 《長春樹》 - 麥可·契訶夫 –《意亂情迷》 - 約翰・道爾 – 《錦繡前程》 - 勞勃·米契 – 《美國大兵喬的故事》 - J·卡羅爾·耐什 – 《邊城壯士》 | 最佳女配角(Actress in a supporting role) - 安妮·里維爾 –《玉女神駒》 - 伊芙·阿登 –《慾海情魔》 - 安·布萊思 –《慾海情魔》 - 安吉拉·蘭斯伯里 –《道林·格雷的畫像》 - 瓊·洛林 – 《錦繡前程》 |
| 最佳原创故事 Writing (Original motion picture story) - 《克里斯托夫案件》 – 查爾斯·G·布思 - 《蘇珊情史》 – 拉茨洛·戈羅格 和 托馬斯·門羅 - 《邊城壯士》 – 約翰·史坦貝克 和 傑克·瓦格納 - 《無人逃脫》 – 阿爾瓦·貝西 - 《一曲難忘》 – 恩斯特·马里施卡 | 最佳原创剧本 Writing (Original screenplay) - 《瑪麗-路易斯》 – 理查德 史威澤 - 《迪林傑》 – 菲臘·約爾丹 - 《彩鳳清歌》 – 邁爾斯·康諾利 - 《索蒂奥洛格》 – 米爾頓·霍姆斯(Milton Holmes) - 《遇強愈強》 – 哈里·庫尼茲 |
| 最佳改編劇本 Writing (Screenplay) - 《失去的週末》 – 查尔斯·布拉克特 和 比利·懷德，改編自查爾斯·傑克遜的小說 - 《美國大兵喬的故事》– 利奧波德·阿特拉斯(Leopold Atlas)、蓋·安道 和 菲力普·史蒂文森，改編自恩尼·派爾的小說《這是你的戰爭》(Here is Your War)及《勇敢的人》(Brave Men) - 《慾海情魔》– 羅納德·麥克道格爾，改編自詹姆斯·凱恩的小說 - 《海軍陸戰隊的驕傲》– 阿爾伯特·馬爾茲，改編自羅格·巴特菲爾德(Roger Butterfield)的小說 - 《長春樹》– 法蘭克·戴維斯(Frank Davis) 和 苔絲·施萊辛格，改編自貝蒂·史密斯的小說 | 最佳紀錄片 Documentary(Feature) - 《真正的光榮》 - 《最後的轟炸》 |
| 最佳紀錄短片 Documentary(Short Subject) - 《希特勒生活》 - 《國會圖書館》 - 《在硫磺岛海岸》 | 最佳單軸短片 Short subject (One-reel) - 《通往光明的階梯》 - 《彩虹那端》 - 《快照發明25週年》 - 《一隻狗的故事》 - 《白色狂想曲》 - 《你的國家美術館》 |
| 最佳雙軸短片 Short subject (Two-reel) - 《夜空之星》 - 《一槍在手》 - 《一輪又一輪的陪審團》 - 《白巫婆》 | 最佳卡通短片 Short subject (Cartoon) - 《請安靜!》 - 《唐老鴨的罪行》 - 《傑斯伯和豆莖》 - 《與鸚鵡同住》 - 《太空飛鼠的吉普賽生涯》 - 《詩人和農夫》 - 《浪漫漣漪》 |
| 最佳剧情或喜剧片配樂 Music(Music score of a dramatic or comedy picture) - 《意亂情迷》 – 米克羅斯·羅饒 - 《聖瑪麗的鐘聲》 –羅伯特·埃米特·多蘭 - 《布魯斯特的百萬橫財》 – 路易斯·福布斯(Louis Forbes) - 《基德船長》 –维尔纳·詹森 - 《魔法小屋》 – 羅伊·偉伯 - 《巴巴里海岸的火焰》 –摩頓·史考特(Morton Scott)和達爾·布特斯(Dale Butts) - 《G.I.的蜜月》 – 愛德華·凱伊 - 《美國大兵喬的故事》 –路易·艾普利布姆和安·羅內爾 - 《有客到》 – 维尔纳·詹森 - 《朋友之妻》 –丹尼爾·阿費菲多 - 《天路歷程》 –艾佛瑞·纽曼 - 《失去的週末》 – 米克羅斯·羅饒 - 《柔腸寸斷》 –维克多·扬 - 《獨行人》 – 卡爾·哈約斯 - 《反攻緬甸》 – 法蘭茲·威克斯曼 - 《地下巴黎》 –亞歷山大·湯斯曼 - 《一曲難忘》 –米克羅斯·羅饒和莫里斯·斯特洛夫 - 《南方人》 –维尔纳·詹森 - 《我们之间的爱情》 –汉斯·J·萨尔特 - 《空谷芳草》 – 赫伯特·史托哈特 - 《綠窗豔影》 –亞瑟·蘭奇和雨果·威廉·弗里德霍夫 | 最佳歌舞片配樂 Music (Scoring of a musical picture) - 《銀漢雙星》 – 喬吉·斯托爾 - 《冰地美人》 – 亞瑟·蘭奇 - 《高歌唱不停》 – 傑洛姆·柯恩和汉斯·J·萨尔特 - 《幸福便車》 – 摩頓·史考特(Morton Scott) - 《榴火紅》 – 羅伯特·埃米特·多蘭 - 《藍色狂想曲》 – 雷·海因多夫和馬克斯·史坦納 - 《墜入愛河》 – 艾佛瑞·纽曼和查爾斯·韓德森 - 《太陽帽女郎》 – 愛德華·凱伊 - 《西班牙三紳士》 – 爱德华·普拉姆、保罗·史密斯和查爾斯·沃爾科特 - 《夜夜春宵》 – 馬林·斯基爾斯和莫里斯·斯特洛夫 - 《女孩為何出走》 – 沃爾特·格林 - 《怪人》 – 路易斯·福布斯(Louis Forbes)和雷·海因多夫 |
| 最佳歌曲 Music (Song) - 「It Might as Well Be Spring」 — 《墜入愛河》 • 曲： 理查·羅傑斯 • 词：奥斯卡·汉默斯坦二世 - “Ac-Cent-Tchu-Ate the Positive” — 《海軍之花》 • 曲：哈罗德·阿伦 • 词： 强尼·莫瑟 - “Anywhere” — 《夜夜春宵》 • 曲： 朱利·史坦 • 词： 薩繆爾·科恩 - “Aren't You Glad You're You” — 《聖瑪莉的鐘聲》 • 曲： 吉米·范·休森 • 词： 强尼·柏克 - “The Cat and the Canary” — 《女孩為何出走》 • 曲： 傑伊·利文斯頓 • 词： 瑞伊·埃文斯 - “Endlessly” — 《卡罗伯爵的虚荣》 • 曲： 沃爾特·肯特 • 词： 金·加农 - “I Fall in Love Too Easily” — 《銀漢雙星》 • 曲：朱利·史坦 • 词： 薩繆爾·科恩 - “I'll Buy That Dream” — 《一路歡歌歸家園》 • 曲： 阿利·克魯貝爾 • 词： 赫伯·马吉德松 - “Linda” — 《美國大兵喬的故事》 • 词曲： 安·羅內爾 - “Love Letters” — 《柔腸寸斷》 • 曲： 维克多·扬 • 词： 愛德華·海曼 - “More and More” — 《高歌唱不停》 • 曲： 杰罗姆·科恩（去世后获奖） • 词： 埃德加·伊普塞爾·哈伯格 - “Sleighride in July” — 《冰地美人》 • 曲： 吉米·范·休森 • 词：强尼·柏克 - “So in Love” — 《怪人》 • 曲： 大衛·羅斯 • 词： 里奥·罗宾 - “Some Sunday Morning” — 《單刀赴會》 • 曲：雷·海因多夫 和 M·K·傑羅姆(M.K. Jerome) • 词： 泰德·科勒 | 最佳錄音(Sound recording) - 《聖瑪麗的鐘聲》 – 斯蒂芬·邓恩 - 《巴巴里海岸的火焰》 – 丹尼尔·布隆伯格 - 《火车上的小姐》 – 伯纳德·布朗 - 《狂戀》 – 托马斯·莫尔顿 - 《藍色狂想曲》 – 内森·莱文森 - 《一曲難忘》 – 约翰·利瓦达利 - 《南方人》 – 杰克·惠特尼 - 《菲律宾浴血战》 – 道格拉斯·希勒 - 《西班牙三紳士》 – 山姆·斯莱菲尔德 - 《一家三口》 – 华莱士·沃夫 - 《藏匿》 – 洛伦·莱德 - 《怪人》 – 戈登·索耶 |
| 最佳黑白片艺术指导 Art direction(Black-and-white) - 《太陽之血》 – 艺术指导：维阿德·伊恩；布景：A.羅蘭·菲爾德斯 - 《危險試驗》 – 艺术指导：阿尔伯特·S·阿戈斯蒂诺 和 杰克·奥基；布景：達瑞爾·西爾維拉 和 克勞德·E·卡本特 - 《天路歷程》 – 艺术指导：詹姆斯·巴斯維 和 威廉·S·达林；布景：湯瑪斯·雷托 和 弗蘭克·E·休斯 - 《柔腸寸斷》 – 艺术指导：汉斯·德赖尔 和 罗兰·安德森；布景：山姆·寇默 和 雷·莫耶 - 《道林·格雷的畫像》 – 艺术指导：塞德里克·吉本森 和 漢斯·皮特斯；布景：埃德温·威利斯、約翰·波纳 和 休·亨特 | 最佳彩色片艺术指导 Art direction(Color) - 《海盜艶史》 – 艺术指导：汉斯·德赖尔 和 恩斯特·菲格特；布景：山姆·寇默 - 《狂戀》 – 艺术指导：莱尔·惠勒 和 莫里斯·蘭斯福德；布景：湯瑪斯·雷托 - 《玉女神駒》 – 艺术指导：塞德里克·吉本森 和 尤里·麥卡利；布景：埃德温·威利斯 和 米爾德雷德·格里菲斯 - 《單刀赴會》 – 艺术指导：泰德·史密斯；布景：傑克·麥科納 - 《一千零一夜》 – 艺术指导：斯蒂芬·戈松 和 鲁道夫·斯特尔纳德；布景：弗蘭克·圖特爾 |
| 最佳黑白片攝影 Cinematography(Black-and-white) - 《道林·格雷的畫像》 – 哈利·斯特拉德林 - 《天路歷程》 – 亞瑟·米勒 - 《失去的週末》 – 約翰·F·賽玆 - 《慾海情魔》 – 厄奈斯特·霍尔 - 《意亂情迷》 – 乔治·巴恩斯 | 最佳彩色片摄影 Cinematography(Color) - 《狂戀》 – 里昂·肖洛伊 - 《銀漢雙星》 – 羅勃·普拉克(Robert Planck) 和 查爾斯·P·博伊爾 - 《玉女神駒》 – 莱昂纳德·史密斯 - 《一曲難忘》 – 托尼·高迪奥 和 阿倫·M·達維(Allen M. Davey) - 《血海爭雄》 – 乔治·巴恩斯 |
| 最佳影片剪輯(Film editing) - 《玉女神駒》 – 罗伯特·柯恩 - 《失去的周末》 – 杜恩·哈里森 - 《圣玛丽的钟声》 – 哈里·馬克 - 《反攻缅甸》 – 乔治·艾米 - 《一曲难忘》 – 查爾斯·尼爾森 | 最佳特殊效果(Special effects) - 《怪人》 – 攝影效果：約翰·富爾頓；聲音效果：亞瑟·瓊斯 - 《艾迪船長》 – 攝影效果：弗雷德·塞爾森 和 索爾·霍爾珀林；聲音效果：羅傑·赫曼 和 哈里·M·倫納德 - 《意亂情迷》 – 攝影效果：傑克·科斯格羅夫 - 《菲律賓浴血戰》 – 攝影效果：A·阿諾德·吉萊斯皮、唐納德·傑勞斯 和 羅伯·麥克唐納；聲音效果：邁克爾·斯坦諾 - 《一千零一夜》 – 攝影效果：勞倫斯·W·巴特勒；聲音效果：雷·邦巴 |

### 奥斯卡荣誉奖
- 沃爾特·旺格（英语：Walter Wanger） - 擔任電影藝術與科學學院主席六年的貢獻。
- 《我住的房子（英语：The House I Live In (1945 film)）》
- 丹尼爾·布隆伯格、合众录音室（英语：Republic Pictures）及所屬音效部门（Republic Sound Department） - 他们建立了一个出色的音乐录音室，将各种声音元素完美得融合在一起。

### 奧斯卡青少年獎
- 佩姬·安·加納

### 获得多项提名和奖项
| 以下电影获得多项提名： - 8项提名：《聖瑪麗的鐘聲》 - 7项提名：《失去的周末》 - 6项提名：《慾海情魔》、《一曲难忘》和《意亂情迷》 - 5项提名：《銀漢雙星》和《玉女神駒》 - 4项提名：《天路歷程》、 《狂戀》、《柔腸寸斷》、《美國大兵喬的故事》和《怪人》 - 3项提名：《反攻緬甸》、《道林·格雷的畫像》和《南方人》 - 2项提名：《冰地美人》、《高歌唱不停》、《錦繡前程》、《巴巴里海岸的火焰》、《邊城壯士》、《藍色狂想曲》、《單刀赴會》、《墜入愛河》、《菲律賓浴血戰》、《一千零一夜》、《西班牙三紳士》、《夜夜春宵》、《長春樹》、《空谷芳草》和《女孩為何出走》 | 以下电影获得多项大奖： - 4项大奖：《失去的周末》 - 2项大奖：《玉女神駒》 |